# Nick Herbert
Nick Herbert, właśc. Nicholas Le Quesne Herbert (ur. 7 kwietnia 1963 w Cambridge) – brytyjski polityk, członek Partii Konserwatywnej. W rządzie Davida Camerona pełni stanowisko ministra stanu (co odpowiada rangą polskiemu wiceministrowi) ds. reformy policji, urzędując równocześnie w resortach spraw wewnętrznych i sprawiedliwości. Według BBC, jest najbardziej prominentnym otwarcie homoseksualnym politykiem Partii Konserwatywnej.
Ukończył studia na uniwersytecie w swoim rodzinnym Cambridge, gdzie uzyskał dyplomy z prawa i gospodarki przestrzennej. W 1990 został dyrektorem ds. public relations głównej brytyjskiej organizacji promującej takie formy spędzania czasu jak łowiectwo czy wędkarstwo. W 1998 został szefem organizacji Business for Sterling, finansowanej przez środowiska brytyjskiego biznesu sprzeciwiające się przystąpieniu Wielkiej Brytanii do strefy euro. W latach 2000–05 kierował think tankiem Reform.
Po raz pierwszy kandydował do Izby Gmin w 1997 roku, lecz zajął dopiero trzecie miejsce w swoim okręgu wyborczym. Ponownie wystartował w 2005 roku, tym razem z powodzeniem. Był pierwszym w dziejach Partii Konserwatywnej politykiem tego stronnictwa wybranym do parlamentu pomimo tego, iż w kampanii wyborczej nie ukrywał faktu, że jest gejem.
W 2007 został członkiem gabinetu cieni torysów, gdzie najpierw odpowiadał za kwestia sprawiedliwości, a potem rolnictwa, żywności i wsi. Po wygranych przez konserwatystów wyborach w 2010 roku nie wszedł w skład gabinetu, lecz otrzymał stanowisko rządowe nieco niższego szczebla.
W lipcu 2010 reprezentował swoją partię na paradzie EuroPride w Warszawie. Prywatnie, od 2009 pozostaje w tzw. partnerstwie obywatelskim (quasi-małżeństwie wprowadzonym do brytyjskiego prawa głównie z myślą o homoseksualistach) z Jasonem Eadsem, z którym jest związany od 1999 roku. Panowie mieszkają wspólnie na terenie okręgu wyborczego Herberta w hrabstwie West Sussex.